# Jack Cutmore-Scott
Jack Cutmore-Scott ( Londres, Inglaterra; 16 de abril de 1987) es un actor inglés. Estudió en la Harvard University, fue el protagonista principal de la serie de televisión Cooper Barrett's Guide to Surviving Life. Él además interpretó a Rufus Saville en la película Kingsman: The Secret Service.

## Filmografía

### Cine
| Año  | Título                       | Rol           | Notas            |  |
| ---- | ---------------------------- | ------------- | ---------------- |  |
| 2014 | Kingsman: The Secret Service | Rufus Saville |                  |  |
| 2017 | Good Match                   | Harris        | En posproducción |  |
| 2023 | Oppenheimer                  | Lyall Johnson |                  |  |

### Televisión
| Año  | Título                                   | Rol                    | Notas                    |
| ---- | ---------------------------------------- | ---------------------- | ------------------------ |
| 2014 | Cabot College                            | Charlie Deckard        | Piloto fallido           |
| 2015 | The Go-Between                           | Denys Maudsley         | Película para televisión |
| 2015 | Cooper Barrett's Guide to Surviving Life | Cooper Barrett         | 13 episodios             |
| 2018 | Deception                                | Cameron/Jonathan Black | Elenco principal         |